# سیارک ۱۶۹۶۹
سیارک ۱۶۹۶۹ (به انگلیسی: 16969 Helamuda، نامگذاری:1998UM20) شانزده هزار و نهصد و شصت و نهمین سیارک کشف شده‌است که در ۲۹ اکتبر ۱۹۹۸ کشف شد.
قدر مطلق سیارک برابر ۱۳٫۹۰ است.